# Gustav Bruhn
Gustav Bruhn (* 16. März 1889 in Angermünde (Uckermark); † 14. Februar 1944 im KZ Neuengamme) war Politiker der KPD und Widerstandskämpfer gegen den Nationalsozialismus.

## Leben
Gustav Bruhn war ein Sohn des Stellwerkmeisters Wilhelm Bruhn und seiner Frau Minna, geb. Ziegler. Er erlernte nach seiner Schulentlassung das Tischlerhandwerk und ging als Geselle auf Wanderschaft. 1909 wurde er zum dreijährigen Militärdienst nach Kiel einberufen. Dort lernte er seine Lebensgefährtin Elisabeth Holz kennen, die er 1913 heiratete.
1912 trat Bruhn in Hannover in die SPD ein. Als der Erste Weltkrieg begann, kam er zunächst zu einer Matrosendivision, später zu einer Pionierkompanie nach Flandern, in der er bis zum Kriegsende blieb.
Er schloss sich 1918 dem Spartakusbund an. Nach dem Krieg ging er zusammen mit seiner Lebensgefährtin nach Heide (Holstein). In den Tagen der Novemberrevolution sprach er in Soldatenuniform zur Heider Bevölkerung und war bald als „der Rote“ in ganz Dithmarschen bekannt.
1919 trat Bruhn von der SPD zur USPD über. In Heide und Umgebung war er neben dem Redakteur Carl Metze und dem Kaufmann Paul Burmähl einer der bekanntesten USPD-ler. Er sprach auf vielen Versammlungen in Heide und in Norderdithmarschen.
1920 war Bruhn Mitbegründer der Heider KPD und folgte Erich Böhlig 1923 als Vorsitzender. Bruhn wurde zudem Stadtverordneter und Kreistagsabgeordneter. In der KPD nahm er bald wichtige Positionen ein. Er wurde zum V. Weltkongress der Kommunistischen Internationale 1924 nach Moskau delegiert. In den folgenden Jahren berichtete er vielfach öffentlich über seine Erfahrungen und Eindrücke aus sowjetischen Betrieben. Ab 1925 war er als Parteisekretär und Unterbezirksleiter in Heide und Itzehoe, später in Lübeck, tätig.
1927 wurde er wegen Vertriebs der Broschüre Deutschlands revolutionäre Matrosen verhaftet. Zu drei Jahren Festungshaft verurteilt, kam Gustav Bruhn auf die Festung Gollnow/Pommern.
1928 wurde Bruhn als Kandidat der KPD für den Preußischen Landtag aufgestellt. Er wurde gewählt und durch die Abgeordnetenimmunität aus der Festungshaft befreit. Anschließend wurde er Mitglied der KPD-Bezirksleitung Wasserkante.
Die Bruhns zogen 1928 von Heide (Holstein) nach Altona. 1933 wurde Bruhn mehrmals verhaftet. Wegen „Vorbereitung zum Hochverrat“ wurde er 1935 zu drei Jahren Zuchthaus verurteilt, mit anschließender Schutzhaft im KZ Sachsenhausen.
Nach seiner Freilassung 1939 arbeitete er als führender Funktionär in der Bästlein-Jacob-Abshagen-Gruppe und leitete die illegale Arbeit in Hamburger Großbetrieben an.
Als erste der in Hamburg gegen Oppositionelle einsetzenden Verhaftungswelle wurden am 18. Oktober 1942 Gustav und Elisabeth Bruhn festgenommen. Die Gefangenen wurden in Fuhlsbüttel von der Gestapo verhört. Die Gestapozentrale und Gefängnisse wurde aber bei Luftangriffen zerstört. So bekamen Untersuchungshäftlinge, darunter auch etwa 50 Widerstandskämpfer und -kämpferinnen für zwei Monate Hafturlaub, mit der Auflage, während dieser Zeit keinen Kontakt zu „Tatgenossen“ aufzunehmen.
Etwa 20 der Beurlaubten, darunter Elisabeth und Gustav Bruhn, beschlossen, sich nach Ablauf der Frist nicht der Nazi-Justiz auszuliefern, sondern den Widerstandskampf aus dem Untergrund heraus weiterzuführen.
Unter Leitung von Gustav Bruhn und Walter Bohne wurde die antifaschistische Tätigkeit fortgesetzt und der Versuch unternommen, die im Oktober 1942 zerschlagene Organisation wieder aufzubauen. Es gelang aber dem V-Mann Alfons Pannek, der sich als aktiver Illegaler ausgab, sich in die Gruppe einzuschleichen und das Vertrauen Bruhns zu gewinnen. Am 13. Dezember 1943 lieferte er Bruhn als ersten der Gestapo aus.
Die Staatspolizeileitstelle Hamburg stellte bei Heinrich Himmler für Gustav und Elisabeth Bruhn, Hans Hornberger und Kurt Schill den Antrag auf „Sonderbehandlung“. Ohne Gerichtsverfahren wurden die vier Kommunisten am 14. Februar 1944 in das KZ Neuengamme gebracht und dort am gleichen Tag im Exekutionsbunker ermordet.
Sein Sohn Heinrich Bruhn lebte in der DDR und war Professor an der Sektion Journalistik der Karl-Marx-Universität Leipzig.

## Gedenken

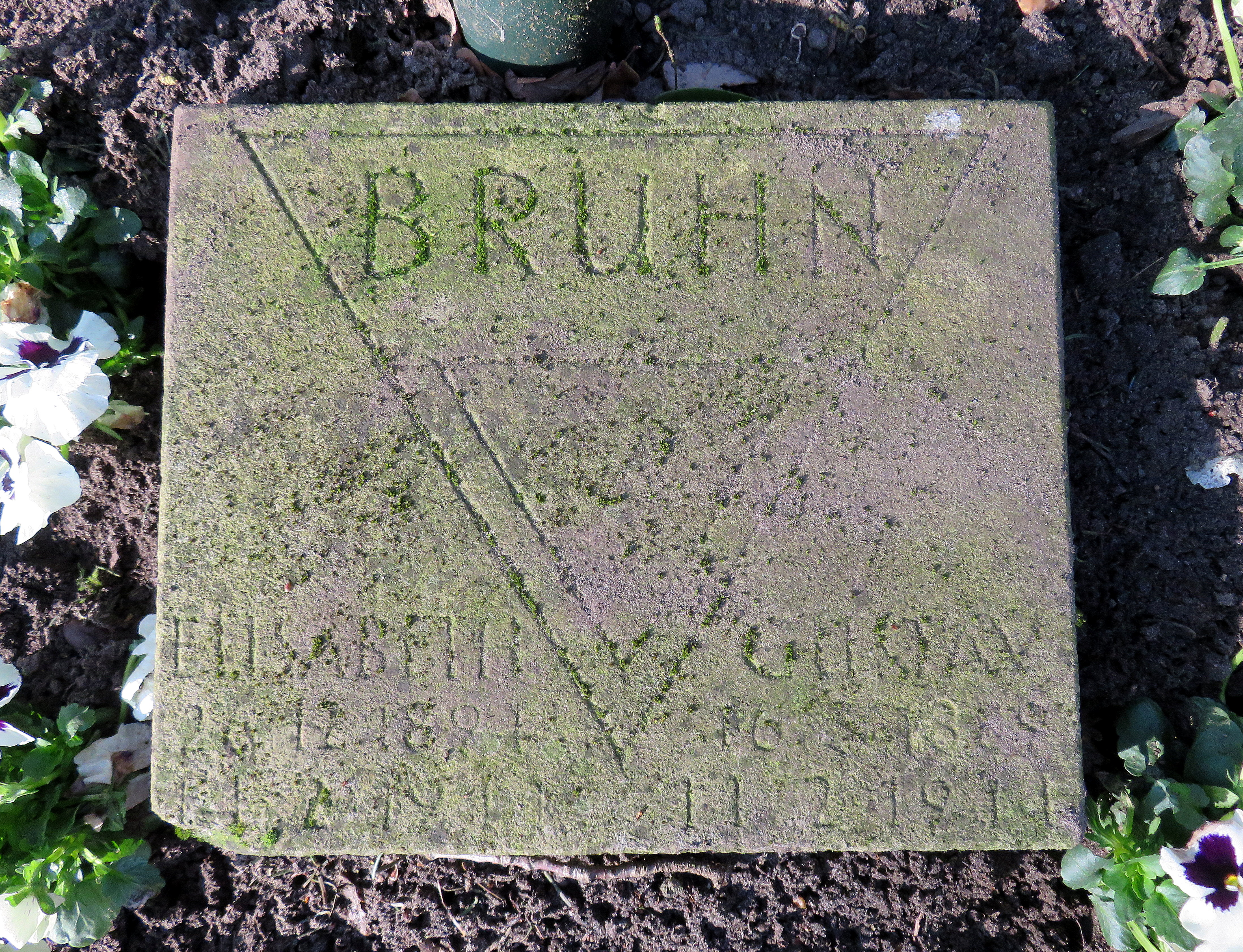
Ehrenhain,
Bruhn Elisabeth / Gustav

An Bruhn wird im KZ Sachsenhausen und in der Gedenkstätte Deutscher Widerstand in Berlin erinnert.
In seiner Geburtsstadt Angermünde sind eine Grundschule und eine Straße nach ihm benannt worden.
In der Gedenkstätte der Sozialisten  auf dem Berliner Zentralfriedhof Friedrichsfelde ist sein Name auf der großen Porphyr-Gedenktafel verzeichnet.
Im Ehrenhain des Friedhofes Ohlsdorf erinnert ein Gedenkstein an Gustav und Elisabeth Bruhn. Einen Stolperstein für Gustav Bruhn hat Gunter Demnig in der Schellingstraße 16 in Eilbek verlegt.